# Kong Jia
Kong Jia (孔甲; Kǒng Jiǎ), fl. 1500-talet f.Kr. var en kung under den kinesiska Xiadynastin. 
Kong Jia tillträdde som regent i året YiSi (乙巳) och efterträdde sin kusin Jin av Xia som regent efter att kung Jin avlidit. Kong Jia regenttid är estimerad från 1577 till 1569 f.Kr.
Kong Jia avled enligt Bambuannalerna under sitt nionde år som regent och efterträddes efter sin död av sin son Gao av Xia.